# NGC 2244
NGC 2244 (NGC 2239, OCL 515) je otvoreni skup unutar maglice Rozete, odnosno emisijske maglice NGC 2239, u  zviježđu Jednorogu.
Skup ima nekoliko zvijezda razreda O, supervrućih zvijezda koje generiraju veliku količinu zračenja i zvjezdanih vjetrova.

## Vanjske poveznice
- (engl.) NASA:  picture and information on NGC 2244  Arhivirana inačica izvorne stranice od 27. listopada 2008. (Wayback Machine)
- (engl.) Spitzer Space Telescope: Malo drugačija slika NGC 2244  Arhivirana inačica izvorne stranice od 8. travnja 2008. (Wayback Machine)